# La Horcajada
La Horcajada är en ort i Spanien.   Den ligger i provinsen Provincia de Ávila och regionen Kastilien och Leon, i den centrala delen av landet, 150 km väster om huvudstaden Madrid. La Horcajada ligger 1 018 meter över havet och antalet invånare är 678.
Terrängen runt La Horcajada är kuperad söderut, men norrut är den platt. Runt La Horcajada är det glesbefolkat, med 8 invånare per kvadratkilometer. Närmaste större samhälle är El Barco de Ávila, 10,1 km sydväst om La Horcajada. Omgivningarna runt La Horcajada är huvudsakligen savann.